# Civiglio
Civiglio (Civij in dialetto comasco, AFI: [ʧivˈiːj]) è un quartiere della città di Como, in Lombardia, situato a est del centro cittadino.

## Origini del nome
Il toponimo potrebbe avere origine romana, derivata da clivicolus ("pendio"), riflettendo così la posizione arroccata dell'abitato.

## Storia
Il quartiere era un piccolo villaggio di antica origine della Pieve di Zezio, citato negli annessi agli Statuti di Como del 1335 con la denominazione "comune de Civelio".
Si presume che intorno a metà ‘500 ci sia stato un passaggio di una bolla pontificia, perché nel 2022 è stato trovato un piombo dell’epoca raffigurante i Santi Pietro e Paolo con la scritta sul retro Clemens Papa VIII, usato appunto come sigillo. (Collezione privata)

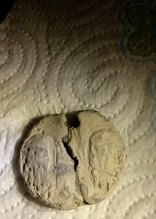
Sigillo in piombo per bolla papale di Clemente VIII (1536-1605)

Il comune risultò inserito nella stessa pieve anche durante il Ducato di Milano. Nel 1751 la denominazione comunale comprendeva anche la dicitura "San Tomaso" con cui era nota la parrocchia del paese. Nello stesso anno, il territorio di Civiglio comprendeva anche i cassinaggi di Visigna e Pienone e non risultava soggetto a infeudazione alcuna. Per ottenere la redenzione, il comune era tuttavia ancora tenuto a un pagamento quindecennale alla Regia Camera del Ducato (tramite il comune di Como).
Civiglio fu annesso per la prima volta a Como su ordine di Napoleone, ma gli austriaci annullarono la decisione al loro ritorno nel 1815 con il Regno Lombardo-Veneto.
Dopo l'unità d'Italia, il paese salì da meno di quattrocento a più di cinquecento abitanti. Fu il fascismo a decidere la soppressione del comune unendolo definitivamente a Como.

## Monumenti e luoghi d'interesse

### Architetture religiose

#### Chiesa di San Tommaso
Costruita sulla base di una cappella già attestata alla fine del XIII secolo, la chiesa funge da parrocchiale almeno dalla fine del Cinquecento, quando l'edificio era annesso a un monastero agostiniano.

#### Chiesa di San Nicola
Dedicato a San Nicola da Tolentino, l'oratorio risulta essere già esistente nella seconda metà del XVII secolo e citato negli atti della visita pastorale del vescovo Giambattista Mugiasca del 1768. Si tratta di un edificio a pianta ottagonale, con un'unica navata terminante da abside a pianta quadrangolare. Situata nella località un tempo detta "Campassio", la chiesetta si trova mezzo a un bosco, al termine di una Via Crucis del XIX secolo curata da Antonio Rinaldi.

#### Chiesa di Sant'Antonio
Dedicata a Sant'Antonio da Padova, la chiesetta si trova in località Scivei. L'esistenza dell'edificio religioso è già attestata nel 1901.

## Società

### Evoluzione demografica

#### Demografia pre-unitaria
- 1751: 300 abitanti[2]
- 1771: 285 abitanti[13]
- 1799: 350 abitanti[3]
- 1805: 377 abitanti[3]
- 1853: 371 abitanti[5]

#### Demografia post-unitaria
- 1861: 376 abitanti[14]
- 1871: 376 abitanti[14]
- 1881: 429 abitanti[14]
- 1901: 525 abitanti[14]
- 1911: 572 abitanti[14]
- 1921: 567 abitanti[14]
- 1931: 531 abitanti[14]

Abitanti censiti all'interno del comune di Como:
- 2008: 795

## Sport
La salita che dal centro di Como porta a Civiglio è stata più volte affrontata dai ciclisti impegnati nel Giro di Lombardia.